# トマス・トムキンズ
トマス・トムキンズ（Thomas Tomkins, 1572年 – 1656年6月9日）は、テューダー朝とステュアート朝に仕えた、ウェールズ出身のイングランドの作曲家。ルネサンス音楽の末期から初期バロック音楽への過渡期に、イングランド・マドリガル楽派の一員として活躍した。鍵盤楽器やヴァイオル・コンソートのために、技巧的な作品の数々を手懸けた。

## 生涯
ペンブロークシャーのセント・デイビッズに生まれる。父親も音楽家で、聖デイヴィッド大聖堂の楽長代理でオルガニストであった。3人の異母兄弟も音楽家になったが、トマス・トムキンズほどの名声を勝ち得たものはいない。1596年にウースター大聖堂聖歌隊の指導者に任命される。マドリガーレ集の一つを恩師ウィリアム・バードに捧げるとしていることから、ロンドンでバードに師事した可能性が高い。トマス・モーリーが重要な曲集『オリアーナの勝利 The Triumphs of Oriana 』（1601年出版）にトムキンズのマドリガーレの一つを掲載していることから、トムキンズはロンドン時代におそらくモーリーと出会っているらしい。
1620年より少し前に王室礼拝堂のジェントルマンに列せられ、1625年に王室礼拝堂の長老オルガニストに指名されるが、1628年ごろには隠退したらしい。どうやらその後も20年間ウースター大聖堂に奉職したらしい。だが1646年、清教徒革命の間にウースターが議会軍に占拠されると、職を失うが、大聖堂の近くに住み続けることは許された。音楽は清教徒にとって忌むべきものであったため、詩篇唱の斉唱を除いて、ことごとく教会で禁じられた。トムキンズが1614年に発注したウースター大聖堂のオルガンは破壊され、聖歌隊は解散された。トムキンズは息子とともにウースターを出て、亡くなるまで息子の許に身を寄せた。

## 作品
トムキンズは、マドリガルや鍵盤楽曲、合奏曲、アンセム、サーヴィスなどを手懸けている。様式的にはきわめて保守的で、時代錯誤的ですらある。同時代のバロック音楽の振興を完全に無視していたらしく、当時人気の表現形式、たとえばリュート歌曲やエアを作曲することはほとんど避けている。対位法的な音楽語法は、ルネサンス音楽の伝統を固守しており、音画や半音階主義のような作曲技法はルカ・マレンツィオやルッツァスコ・ルッツァスキのようなイタリア・マドリガーレに由来している。ヴァース・アンセムの多産な作曲家でもあり、ウィリアム・チャイルドを除けば、どの17世紀イングランドの作曲家にもましてこの分野に多くの曲を残した。これらの作品は当時すこぶる好評で、当時の曲集によく掲載されている。トムキンズ作品の伝承にとって幸いなことに、息子ナサニエルが父親の作品の大半を校訂し、1668年に巨大な曲集（『神聖なる神の音楽 Musica Deo Sacra)』）として出版したことである。もしこれが行われず仕舞いであったら、清教徒革命の時期に多くが失われてしまったであろう。